# Orthotrichum erpodiaceum
Orthotrichum erpodiaceum är en bladmossart som beskrevs av C. Müller 1879. Orthotrichum erpodiaceum ingår i släktet hättemossor, och familjen Orthotrichaceae. Inga underarter finns listade i Catalogue of Life.